# کندال غربی (فلوریدا)
کندال غربی (به انگلیسی: West Kendall) یک منطقهٔ مسکونی در ایالات متحده آمریکا است که در میامی واقع شده‌است. کندال غربی ~۲۰۰٬۰۰۰ نفر جمعیت دارد.